# Електрокінетичні явища
Електрокінетичні явища — група явищ, які спостерігаються в дисперсних системах, мембранах і капілярах; включає електроосмос, електрофорез, потенціал протікання і потенціал осідання (седиментаційний потенціал, або ефект Дорна). Основну роль у виникненні електрокінетичних явищ відіграє подвійний електричний шар (ПЕШ), що формується на межі двох фаз. Зовнішнє електричне поле, спрямоване вздовж межі розділу фаз, викликає зсув одного з йонних шарів, що утворюють ПЕШ, по відношенню до іншого, що призводить до відносного переміщення фаз, тобто до електроосмосу або електрофорезу. Аналогічним чином при відносному русі фаз, що викликається механічними силами, відбувається переміщення йонних шарів ПЕШ, що призводить до просторового розділення зарядів (поляризації) в напрямку руху і до перепаду електричного потенціалу (потенціал течії, потенціал осідання).